# La Tuilière
La Tuilière é uma comuna francesa na região administrativa de Auvérnia-Ródano-Alpes, no departamento de Loire. Estende-se por uma área de 31,09 km². Em 2010 a comuna tinha 298 habitantes (densidade: 9,6 hab./km²).